# Frankopani
Knezi Krški, kasneje Frankapani ali Frankopani, so bili hrvaška plemiška rodbina z otoka Krka.
Knezi Krški so sprva kot vazali beneške republike upravljali otok Krk. Kasneje so prešli tudi na celino v službo ogrsko-hrvaških kraljev in postali tudi njihovi vazali. Z zvestim služenjem kraljem so si pridobivali nova ozemlja. Največji korak je pri tem naredil Ivan V. V času boja kralja Sigismunda za prestol, je z vojsko rešil iz ujetništva mladoletno kraljico Marijo in bil za to bogato nagrajen. Krški knezi so svoj višek dosegli v času Ivanovega sina Nikole IV., ko so tudi dokazovali sorodstvo s staro rimsko rodbino Frangipanov in si nadeli ime Frankapani. Po Nikolovi smrti so si razdelili rodbinske posesti na osem delov. Razdrobljenost, medsebojni spori in postopno izumiranje rodbinskih vej je vse bolj zmanjševalo njihov družbeni pomen. Kljub temu je še kar nekaj frankopanskih knezov zasedalo banski in pomembne vojaške položaje. Mnogi so se izkazali v bojih proti Turkom. Zadnji Frankopan, Fran II. Krsto, je bil tudi pesnik. Skupaj s svakom Petrom IV. Zrinskim in Ivanom Erazmom Tattenbachom se je zapletel v neuspelo zaroto proti habsburškemu vladarju Leopoldu I. Habsburškemu, bil obsojen na smrt ter aprila 1671 v Dunajskem Novem mestu obglavljen.

## Vazali Benečanov na otoku Krku
Otok Krk je v prvi polovici 12. stoletja, v času šibkega ogrsko-hrvaškega kralja Štefana II. (vladal 1116-31), prišel v roke Benečanov. Ti so zaupali upravljanje otoka lokalnemu hrvaškemu veljaku Dujmu I. Viri ga prvič omenjajo leta 1133. Benečani so bili z Dujmovim upravljanjem očitno zadovoljni, saj so ob njegovi smrti leta 1163 obnovili vazalno pogodbo z njegovima sinovoma Bartolom I. (†1198) in Vidom I. (†1193), in to do smrti tistega, ki umre kasneje. Otoku sta vladala naslednjih 30 let. Krški knezi so Benečanom po pogodbi plačevali letno najemnino 350 bizantinskih zlatnikov, morali so otok braniti itn. Zanimivo je, da pogodba določa tudi pravice in dolžnosti, ki so jih imeli knezi do prebivalcev otoka, kar kaže, da so na Krku že tedaj veljali fevdalni odnosi, kakršne zasledimo na sosednjem kopnem šele mnogo kasneje. Pogodbo je leta 1198 ponovno obnovil beneški dož Enrico Dandolo.

## Širitev na celino, v službo ogrsko-hrvaških kraljev
Tretji Dujmov sin, Bartol II. (†1209), polbrat Bartola I. in Vida I., je bil rojen v očetovem drugem zakonu in ni imel pravic do krških posesti. Zato je stopil v službo ogrsko-hrvaškega kralja Bele III. (vladal 1172-96); ta mu je leta 1193 dal v upravljanje županijo Modruš in kasneje še Vinodol. Ker je bil Bartol II. brez potomcev, so njegove službe podedovali sinovi dveh starejših bratov, Vid II., Henrik I. in Ivan I. (glej rodbinsko drevo). S tem je rodbina krških knezov prešla tudi na celino; postali so istočasno vazali beneške republike in ogrsko-hrvaškega kraljestva.  Na otoku je gospodaril Ivan, Vid in Henrik pa sta se naselila v Modrušu. V bojih med sinovoma Bele III., Emerikom in Andrejem II., za nasledstvo na ogrskem prestolu sta krška kneza sodelovala na Andrejevi strani. Pomagala sta mu tudi v križarski vojni proti "bosanskim heretikom". Za zasluge sta leta 1225 z darilno listino Andreja II. dobila za nagrado vinodolsko županijo.
Ni jasno, kakšna je bila vloga krških knezov v času vdora mongolske vojske na Ogrsko, leta 1242. Ali je bil kralj Bela IV., ki se je zatekel v Dalmacijo, gost tudi na Krku in ali so mu krški knezi posodili kak denar. Ne ve se, ali so listine, s katerimi so krški knezi kasneje dokazovali svoje zasluge, pristne. Vsekakor pa je njihov vpliv na kopnem tedaj porasel, saj so bili odtlej občasno načelniki Splita in Trogira. Lahko tudi sklepamo, da so pomagali Zadrčanom, ki so izkoristil prihod Mongolov za upor proti Benečanom, kajti beneški dož Jacopo Tiepolo je leta 1247, potem ko je zadušil upor v Zadru, krškim knezom odvzel kneštvo; za nekaj časa so se morali preseliti na svoje posesti v Vinodolu. Odtlej so od tam z gusarjenjem ali napadi neprestano ovirali benečansko upravljanje s Krkom in Osorjem. Tako so leta 1260 Benečani raje upravljanje otoka ponovno prepustili naslednikom Bartola III. in Vida IV., torej Škineli I., Frideriku II., Bartolu IV. in Vidu IV. ter njihovim naslednikom. V pogodbi so zahtevali, da prisežejo zvestobo dožu kot beneški plemiči (česar pa niso storili) in jih poskušali prisiliti k izpolnjevanje vazalskih dolžnosti s številnimi jamstvi in sankcijami, ki pa jih kasneje, ko je bil vpliv krških knezov na ogrskem dvoru vse večji, niso mogli uveljavljati. Potomci Bartola III., torej Škinela I. in njegovi nasledniki, so odtlej večinoma upravljali s svojo polovico otoka, dokler njihova veja leta 1384 ni izumrla in so tudi njihov del otoka podedovali nasledniki Vida III.
Med tem so potomci Vida III. upravljali posesti na celini in se uveljavljali v ogrsko-hrvaškem kraljestvu. Vid IV. je leta 1271 postal dosmrtni upravitelj Senja, pomembnega pristanišča (leta 1302 so njegovi nasledniki postali v Senju knezi ). Friderik II., ki je prevzel starešinstvo veje, se je izkazal kot pravičen sodnik; posredoval je v sporih med Zadrom in Rabom in v sporih na Pagu. V njegovem času je bil sestavljen vinodolski zakonik iz leta 1288, v katerem je bilo v glagolici kodificirano staro pravo in običaji.
Nadaljnji vzponi in ozemeljske pridobitve knezov Krških so bile vezane predvsem na menjave vladarjev na ogrsko-hrvaškem prestolu. To se je zgodilo, ko so Anžujci (Karel I.) zamenjali Árpádovce (Andreja III.), ko je nastopil vladanje Karlov sin Ludvik I. in za njim, po dramatičnih dogodkih ob zamenjavi na prestolu, Sigismund Luksemburški. Stalnica politike Krških knezov v 14., 15. in tudi še v 16. stoletju je bila zvestoba kralju.

## Širitve posesti v času anžujskih kraljev
Po Frideriku II. je starešinstvo veje prevzel Dujam II., ki je vladal iz Modruša. V njegovem času je prišlo do spremembe dinastije na ogrsko-hrvaškem prestolu. Dujam II. je pravočasno stopil na stran kasnejšega zmagovalca, Karla I. (vladal 1301/08-1342), in dobil za nagrado Gacko z Otočcem in županstvo v Požegi. Od krških knezov je bil na Hrvaškem tedaj močnejši le Pavel I. Šubić-Bribirski, ki je Karlu I. pomagal na prestol. 
Ko si je Karel I. zagotovil ogrski prestol, je začel utrjevati kraljevi centralizem. Obrnil se je proti najmočnejšim plemičem, ki so v deželi vladali dotlej, tudi proti Šubić-Bribirskim. Dujmov sin in naslednik, Friderik III., je bil leta 1322 med hrvaškimi plemiči, ki so se borili proti Mladenu II. Šubić-Bribirskemu, nasledniku Pavla I., in ga premagali; tako je bil na kraljevi strani. Leta 1323 je dobil za nagrado od kralja Drežnik s Slunjem. Vendar z zmago nad banom Mladenom II. oblast plemičev v hrvaških deželah še ni bila zlomljena. Leta 1326 je knez Nelipac Nelipčić premagal od kralja postavljenega bana Mikcza Ákosa (Mikca Mihajlovića), tako da je ozemlje od Like do Cetine ostalo zunaj kraljeve oblasti. Večina dalamatinskih mest je v tem času priznala suverenost Benečanov.
Friderikova sinova, Bartol VIII. in Dujam III., sta leta 1335 od kralja dobila županstvo v Biogradu. V letih 1336-65 so imeli krški knezi v zastavi od Devinskih grofov tudi Reko z okolico.
Mladi ogrski kralj Ludvik I. (vladal 1342-82) je z novo energijo nadaljeval očetovo delo. Leta 1345 je zavzel Knin in si pokoril Nelipčiće. Zadrčanom, ki so se uprli Benečanom, pa ni mogel več pomagati, kajti zvedel je, da so mu v Neaplju ubili brata Andreja. Šele ko se je nehal ukvarjati za dinastičnimi problemi v Italiji, je začel spopad z Benečani. Junija 1356 si je podredil Split in konec leta še Trogir, Šibenik in Zadar. Vojna se je končala leta 1358 z mirom v Zadru; Benečani so se morali odreči vsej dalmatinski obali od Kvarnerja do Drača. Krški knezi so bili s tem osvobojeni beneškega vazalstva. Stjepan I., sin Dujma III. in sopodpisnik zadrskega miru, je tedaj dobil za sodelovanje s kraljem zadrsko županijo.

## Na višku moči v času kralja Sigismunda

### Ivan V. in Štefan II.
Dogodki v ogrsko-hrvaškem kraljestvu po smrti kralja Ludvika I., ki so bili v letih 1382-87 izredno dinamični
,
so ponudili Krškim grofom priložnost za nadaljnji vzpon. Za prestol so se potegovali različni kandidati in leta 1387 je dobil grof Ivan V. (†1393), ki je bil ves čas na strani kralja Sigismunda, priložnost, da je poveljeval Sigismundovi vojski, ki je oblegala Novigrad pri Zadru, kjer je bila zaprta Sigismundova žena, mladoletna kraljica Marija. Ivan je 4. junija kraljico osvobodil, jo z ladjo prepeljal v Senj k svojemu bratu Štefanu II. in jo potem pospremil v Zagreb, kjer jo je čakal soprog. Za nagrado je dobil cetinski kastrum s klokoškim okrajem. 
Brata Ivan V. in Štefan II. sta si oba poiskala ženi na zahodu: Štefan II. je bil poročen s Katarino Carrarsko, Ivan V. pa z Ano, hčerko goriškega grofa Meinharda. Bila sta pobudnika za sestavo vrbniškega zakonika, napisanega v glagolici in izdanega leta 1388. Kmalu za tem je Štefan II. umrl (okrog leta 1390). Ker ni imel moškega naslednika, je dobil od kralja pravico, da svojo dediščino prenese na hčerko Elizabeto. Ta je bila zaročena s Friderikom II. Celjskim in ob poroki je z doto Celjskim grofom prinesla del krških ozemelj.
Ivan V. je po Štefanovi smrti združil v svojih rokah posesti vseh krških knezov. Ker so proti kralju ponovno začele rovariti različne skupine plemičev, je bilo za Sigismunda pomembno, da je vezal nase močne kneze. Tako je leta 1391 imenoval Ivana V. za hrvaško-dalmatinskega in slavonskega bana in mu dovolil, da na svojih posestih koplje rudnine brez kakršnihkoli davkov.

### Nikola IV.
Nikola IV. (gospodaril 1393-†1432) je bil Ivanov edini sin in je tako podedoval vse njegove posesti, pa tudi mnoge pravice. Hrvaška je bila v njegovem času nemirna, saj se je t. i. "protidvorno upiranje"

hrvaških in bosanskih plemičev stopnjevalo do te mere, da so plemiči na ogrsko-hrvaški prestol začeli vabili Ladislava Neapeljskega, sina leta 1386 v Budimu umorjenega kralja Karla. Ta je leta 1402 poslal v Jadran neapeljsko mornarico, ki je med drugim napadala Krk, Senj in Vinodol. Kot vsa Dalmacija, je tedaj tudi Nikola IV. priznal Ladislavovo oblast, a se je že naslednje leto vrnil k Sigismundu. Ladislavove čete so ponovno pustošile po Krku v letih 1407 in 1408. Nikola IV. je utrdil obzidje Krka in Senja, se povezal z Ivanušem Nelipčičem, gospodarjem Klisa in Cetine, in ga uspel pridobiti na Sigismundovo stran. Ko je Ladislav uvidel, da nima več podpore v deželi, je Benečanom prodal svoje pravice do Dalmacije za 100.000 dukatov. Sledili sta dve beneško-ogrski vojni (1411-13, 1418-20), po katerih je bila vsa dalmatinska obala v benečanskih rokah razen Senja in Krka, ki so ju držali knezi Krški ter Omiša in Poljice, ki so ju obvladovali Nelipčići
Nikola IV. je ves čas sodeloval s Sigismundom. Posodil mu je 28.000 dukatov in dobil v zastavo skoraj vso Hrvaško razen dediščine knezov Kurjakovičev in Nelipčićev. Nikola je bil v letih 1426-32 hrvaško-dalmatinski ban. S Krškim knezi so se lahko tedaj na Hrvaškem primerjali le Celjski grofje s svojimi posestmi v srednjeveški Slavoniji, ki so se tudi vzpenjali s pomočjo Sigismundovih donacij.
Nikola IV je že leta 1411 s spremstvom in pompom, tako kot je bilo tedaj v modi, potoval v Sveto deželo na Božji grob. Leta 1430 je obiskal grobove apostolskih prvakov v Rimu in se srečal s knezi Frangipani, ki so ga sprejeli za sorodnika, in s papežem Martinom V., ki mu je dovolil uporabo novega rodbinskega imena Frankapani in novega grba. 

### Ivan VI. in Štefan III.
Nikola IV. je imel iz treh zakonov 10 sinov. Nekateri med njimi so poskušali nadaljevati očetovo politiko. Štefan III. je spremljal Sigismunda v Rim k papežu Evgenu IV. na kronanje za rimskega cesarja. Ivan VI. (Anž) se je poročil s Katarino Nelipičić, po smrti očeta Ivaniša (†1434) edino dedinjo njegovih posesti. Od leta 1432 sta bila brata skupaj bana na Hrvaškem in v Dalmaciji.
Kralj, ki je bil v stalni denarni stiski, jima je tedaj dolgoval že 45.000 dukatov. Zato se je obrnil proti Ivanu VI. in ni dovolil, da bi Ivanova žena dedovala posesti Nelipčićev, ampak jih je hotel zase. Ko Ivan na to ni hotel pristati, ga je proglasil za upornika in mu odvzel bansko čast. Nadenj je poslal vojsko novoimenovanega bana Matka Talovca. Ivan je v boju padel (1436). Sigismund je posest Nelipčićev razdelil svojim podpornikom; največ, tudi banstvo, je dobila rodbina Talovac. Naslednje leto je umrl tudi Sigismund.

## Razdelitev posesti in postopno izumiranje rodbine
Sinovi Nikole IV. so se med seboj vse bolj kregali. Na dveh skupnih sestankih (leta 1445 na Krku in leta 1449 v Modrušu) so razdelili dediščino rodbine na 8 delov, za 8 rodbinskih vej, ki so dobile svoja poimenovanja po upravnih središčih: Cetin, Ozalj, Novi (Vinodol), Tržac (pri Cazinu), Modruš, Otočac, Slunj in Krk. Razdrobljenost in medsebojni spori so vse bolj slabili njihovo gospodarsko moč in družbeni vpliv.
Nekoliko so s svojo politiko prispevali tudi Benečani. Prepričan, da ima za sabo njihovo podporo, je gospodar Krka, Ivan VII., leta 1479 z vojsko zavzel vinodolsko posest močno bolnega brata Martina, ki ni imel otrok, da bi na ta način pri dedovanju prehitel ostale brate. Martin se je odzval tako, da je svoje posesti prepustil kralju Matiji Korvinu. Ker se Ivan ni hotel umakniti, je kralj poslal nadenj vojsko, ki ga je pregnala s celine in potem prešla tudi na otok. Zavzela je Omišalj in začela oblegati mesto Krk. Naivni Ivan, ki je bil še vedno prepričan, da so Benečani njegovi zavezniki, je 22. februarja 1480 javno, pred meščani in predstavniki Benečanov, predal mesto in otok Krk Beneški republiki, misleč, da bo s tem rešil mesto pred kraljevo vojsko. Benečani so ga odpeljali s seboj in ga zadržali v Benetkah. S tem se je za vedno končalo frankopansko gospostvo na Krku.
Leta 1474 je z Bartolom X. izumrla ozaljska veja Frankopanov in njene posesti je podedoval Štefan III. Modruški, ki je bil poročen s hčerko italijanskega vojvode iz ferarske rodbine d'Este. 

### Bernardin Modruški (Ozaljski)
Potem ko so leta 1463 Turki zavzeli Bosno, so postali njihovi vdori na hrvaško in tudi slovensko ozemlje vse pogostejši. Grofje Frankopani so se vse bolj posvečali bojem proti Turkom in obrambi svojih ozemelj; tako tudi sin Štefan III., Bernardin Modruški ali Ozaljski (*1453-†1529), ki je leta 1481 nasledil vse očetove posesti. Ker so Turki vse bolj ogrožali Modruš, je zgradil novo trdnjavo Ogulin in tja prenesel svojo rezidenco. Leta 1493 se je bojeval proti Turkom na Krbavskem polju, kjer je padlo veliko hrvaških in bosanskih plemičev. Bernardin je preživel in postal najmočnejši plemič na Hrvaškem, še zlasti po letu 1496, ko je svojo hčer Beatriče poročil z dalmatinsko-hrvaškim in slavonskim banom, Ivnanušem Korvinom, nezakonskim sinom kralja Matije Korvina. Zaman pa se je prizadeval, da bi svojemu zetu in po njegovi smrti (1504) svojemu vnuku zagotovil pot do kraljevega prestola. Na državnem zboru Svetega rimskega cesarstva, novembra 1522 v Nürnbergu, je v odmevnem govoru v latinščini opozoril na turško nevarnost.

### Krištof Brinjski
V cesarstvu se je močno proslavil Bernardinov sin Krištof Brinjski (*1482-†1527), ki je leta 1505 stopil v službo cesarja Maksimilijana I. Za cesarja se je boril proti Beneški republiki. Leta 1508 je osvojil Pazin in Devin in postal glavar Novigrada v Istri in potem Postojne. V ponovni vojni z Benečani je leta 1513 zavzel Merano, Trbiž in Čedad v Furlaniji. Pri obleganju Merana je prišel v ujetništvo, leta 1519 pobegnil in se vrnil v cesarsko službo. Postal je glavar Rašporja in Krasa. Leta 1525 je posadki Jajca, tedaj že popolnoma obdanega s turškimi ozemlji, pripeljal (z vojaško enoto 6.000 mož) hrano in strelivo in se vrnil v Budim. V času bitke pri Mohaču (1526), usodne za ogrsko-hrvaškega kralja Ludvika II., se je nahajal v Nemčiji. V tekmovanju za ogrski prestol med Ferdinandom I. Habsburškim in Ivanom I. Zapoljo je sprva podpiral Habsburžana, potem pa se je opredelil za Zapoljo. 6. januarja 1527 je, kot protiutež "cetinskemu saboru", na katerem so vodilni hrvaški plemiči na gradu Cetin ob prehodu v novo leto 1527 izbrali za hrvaškega kralja Ferdinanda I., organiziral v Dubravi zbor, kjer je večina slavonskih plemičev za kralja izvolila Ivana I. Zapoljo. Ta je Krsta imenoval za bana Hrvaške, Dalmacije in Slavonije. V spopadu s Ferdinandovim banom Franjom Batthyányjem je umrl za ranami, ki jih je dobil pri obleganju Varaždina.
Ker je Krištof umrl pred očetom, je Bernardin zapustil starešinstvo rodbine svojemu vnuku Štefanu IV. Ozaljskemu. Ta je leta 1577 umrl brez naslednika, tako da je posesti ozaljske veje podedovala njegova sestra Katarina, ki je bila poročena s Nikolo IV. Zrinskim, sigetskim junakom. S tem so nekdanje frankopanske modruške in ozaljske posesti prešle v roke knezov Zrinskih. Od frankopanskih vej sta živeli le še slunjska in tržačka.

### Franjo Slunjski
Franjo I. Slunjski (*1536 – †1572).se je v svoji generaciji frankopanskih knezov najbolj uveljavil. V 1550-tih letih se je izkazal v bojih proti Turkom. Kot ban Hrvaške, Dalmacije in Slavonije od leta 1567 (skupaj z zagrebškim škofom Jurajem Draškovićem) je bil neposreden organizator obrambe pred Turki in je dobil naziva "branitelj domovine" in "ensis et clipeus Illyrici reliquiarum" ("meč in ščit ostanka Ilirije"). Z njegovo smrtjo je izumrlo moško nasledstvo slunjske veje.

### Nikola IX. in Vuk II. Krištof Tržački
Ob koncu 16. stoletja je bila edina preostala frankopanska veja tržačka (Tržac je danes naselje v Cazinski občini, ki leži nad izlivom pritoka Mutnica v reko Korano), kateri so od nekdanjih posesti ostali le še Bosiljevo, Severin na Kupi, Novigrad na Dobri, Zvečaj in Novi v Vinodolu. Knez Gašpar I. Tržački (†1578/88) je bil poročen s hčerko slavnega borca proti Turkom Ivana Lenkovića, po katerega načrtih je bila organizirana in zgrajena Vojna krajina. Iz njunega zakona so se rodili trije sinovi: Juraj se je naselil na Kranjskem, Nikola IX. in Vuk II. Krištof pa sta igrala pomembno vlogo v hrvaškem javnem življenju. 
Nikola IX. Tržački (†1647) je postal leta 1612 glavar v Senju, a se je že čez dve leti odrekel tej časti in se je vrnil v Novi, da ga brani pred benečanskimi napadi. V letih 1616-17 je skupaj z bratom Vukom sodeloval v uskoški vojni. V nasprotju s predlogom sabora ga je leta 1617 kralj imenoval za bana Hrvaške, Dalmacije in Slavonije. V njegovem času se je v saboru spor med višjim in nižjim plemstvom tako zaostril, da je nižje plemstvo razmišljalo o ustanovitvi posebnega spodnjega doma; v zagrebškem Gradcu je prišlo do osebnih obračunavanj, smrtne obsodbe in uboja. Nikola je ostal ves čas zvest kralju, se leta 1622 odrekel banski časti in se umaknil. Del od svojega velikega premoženje je namenil ustanovitvi zavoda in seminarja za dijake hrvaškega naroda (Frangepaneum), v Bosiljevu pa je ustanovil šolo za podložnike.
Tudi Nikolov brat Vuk II. Krištof Tržački (†1652) je bil borec proti Turkom. Leta 1626 je postal poveljnik vse hrvaške in primorske Krajine. Bil je oče Ane Katarine, (*1625 – †1673), ki se je poročila s Petrom Zrinskim, in Frana II. Krištofa. 

### Jurij Frankopan
Leta 1660 je ustanovil frančiškanski samostan v Brežicah.

### Fran II. Krsto Frankopan
Fran II. Krsto Frankopan (*1643-†1671) je študiral v Zagrebu in od leta 1656 v Italiji. V Rimu se je poročil s plemkinjo Julijo de Naro. Poleg očetovega imetja je podedoval tudi zapuščino markiza Marija Frangipana, mesto Nemi v Italiji (30 km jugovzhodno od Rima). Skupaj s svakom Petrom Zrinjskim se je bojeval proti Turkom in se s svojimi junaštvi izkazal pri Jurjevih stenah blizu Otočca. Kot mnogi drugi hrvaški in ogrski plemiči je bil nezadovoljen s politiko cesarja Leopolda I. Pridružil se je svaku Petru Zrinskemu in Ivanu Erazmu Tattenbachu v organiziranju zarote proti dunajskemu dvoru. Zarota je bila odkrita. Skupaj s svakom sta šla na dvor prosit milost, a so ju prijeli, v dolgotrajnem procesu obsodili na smrt in jima 30. aprila 1671 v Dunajskem Novem mestu odsekali glavi. Fran II. Krsto je bil tudi pesnik. Leta 1656 je objavil spev Elegija, že v dunajskem zaporu pa je napisal zbirko Gertlic za čas kratiti, ki poleg žalostnih pesmi vsebuje tudi borbene in vesele in intimne pesmi, ki so verjetno nastale že v času vedre mladosti. Fran II. Krsto je bil zadnji član rodbine Frankopanov. Z njim je rodbina izumrla.

## Znameniti Frankopani
- Bartol I. Krški (Frankopan) († 1198.),
- Bartol II. Krški (Frankopan) († 1224.),
- Dujmo II. Krški (Frankopan) († 1317.), edan od najmočnejših hrvaških fevdalcev tistega časa.
- Ivan V. Krški (Frankopan) († 1393.), hrvaški ban.
- Nikola IV. Frankopan († 1432.), sin Ivana V. Krškega, hrvaški ban, prvi, ki se je imenoval Frankopan.
- Ivan VI. Frankopan Cetinski († 1436.), najstarejši sin Nikole IV., hrvaškega bana.
- Nikola V. Frankopan Ozaljski († o. 1456.), drugi sin Nikole IV., hrvaški ban.
- Štefan II. Frankopan Modruški († 1481.), tretji sin Nikole IV., hrvaški ban.
- Bernardin Frankopan (* 1453 - † 1529.), sin Štefana II., preživeli udeleženec Krbavske bitke
- Krištof I. Frankopan Brinjski (* 1482 - † 1527.), sin Bernardina, vnuk Štefana II. Frankopana, 1527. hrvaški ban
- Štefan IV. Frankopan Ozaljski († 1577.), sin Ferdinanda Frankopana, vnuk Bernardina
- Katarina Frankopan, hči Ferdinanda, sestra Štefana III. Ozaljskega, omožena 1543 z banom Nikolo Šubićem Zrinskim.
- Jurij III. Frankopan Slunjski (* ? - † 1553.), lastnik Cetingrada in gostitelj Sabora hrvaškega plemstva 1527.
- Franjo I. Frankopan Slunjski (* 1536 - † 1572.), hrvaški ban 1567. - 1572.
- Vuk II. Krištof Frankopan Tržaški (* o. 1578 - † 1652.), general
- Nikola IX. Frankopan Tržaški († 1647.), brat Vuka II. Krištofa, hrvaški ban 1617. - 1622.
- Katarina Zrinski (* 1625 - † 1673.), hči Vuka II. Krištofa, omožena s Petrom Zrinskim , polsestra Frana II. Krsta Frankopana.
- Fran II. Krsto Frankopan, markiz, pesnik, sin Vuka II. Krsta, 1671. usmrčen v Dunajskem Novem mestu.